# Gagrella malabarica
Gagrella malabarica is een hooiwagen uit de familie Sclerosomatidae.